# Skathi (Mond)
Skathi (auch Saturn XXVII) ist einer der kleineren äußeren Monde des Planeten Saturn.

## Entdeckung
Die Entdeckung von Skathi durch ein Team bestehend aus Brett Gladman, John J. Kavelaars, Jean-Marc Petit, Hans Scholl, Matthew J. Holman, Brian G. Marsden, Philip D. Nicholson und Joseph A. Burns auf Aufnahmen vom 23. September bis zum 27. November 2000 wurde am 7. Dezember 2000 bekannt gegeben. Skathi erhielt zunächst die vorläufige Bezeichnung S/2000 S 8.
Benannt wurde der Mond nach Skathi, einer Riesin aus der nordischen Mythologie. Für den Mond wird oftmals die Bezeichnung Skadi verwendet, dieser Name wurde auch zunächst veröffentlicht. Die Working Group for Planetary System Nomenclature (WGPSN) der Internationalen Astronomischen Union (IAU) entschloss sich jedoch später, die ursprüngliche nordische Schreibweise zu verwenden.

## Bahndaten
Skathi umkreist Saturn auf einer exzentrischen Bahn in einem mittleren Abstand von 15.641.000 km in rund 728 Tagen und 4 Stunden. Die Bahnexzentrizität beträgt 0,2690. Die Bahn  ist 152,621° gegen die Ekliptik geneigt und ist damit rückläufig, d. h., der Mond läuft entgegen der Rotationsrichtung des Saturn um den Planeten.

## Aufbau und physikalische Daten
Skathi besitzt einen Durchmesser von nur 6 km. Ihre Dichte ist mit 2,3 g/cm3 im Vergleich zu den anderen Saturnmonden relativ hoch. Sie ist vermutlich aus Wassereis mit einem hohen Anteil an silikatischem Gestein zusammengesetzt. Sie besitzt eine sehr dunkle Oberfläche mit einer Albedo von 0,06, d. h., nur 6 % des eingestrahlten Sonnenlichts werden reflektiert. Mit einer scheinbaren Helligkeit von 23,6m ist sie ein äußerst lichtschwaches Objekt.
Skathi könnte möglicherweise ein Bruchstück des Mondes Phoebe sein, das bei einem Impaktereignis abgesprengt wurde.